# La Saumeto
La Saumeto (« ânesse » en provençal) est une sculpture polychrome chrétienne en bois du XVIe siècle (1506),,. 
La Saumeto représente Joseph — curieusement coiffé d'un chapeau melon — conduisant en Égypte Marie et l'enfant Jésus portés par une ânesse. Cette sculpture appartient à l'ensemble des ex-voto de la galerie du Beausset Vieux, situés dans le village de Le Beausset, département du Var en France, classés monuments historiques en 1995.
La Saumeto est une des plus anciennes représentations connues d'un homme portant un chapeau melon.
La Saumeto a été volée dans la nuit du 1er au 2 mai 2006, en même temps que de nombreux ex-voto et plusieurs pièces classées à l’inventaire du mobilier historique. En 2017, une copie de la Saumeto a été réalisée par un artiste allemand grâce au mécénat de la ville de Scheidegg (Bavière), jumelée avec le village du Beausset, et de deux familles beaussétannes (Candau et Roubin). Fidèle dans l’ensemble à la Saumeto originelle, cette copie l’est moins pour le chapeau melon de saint Joseph. Lors d’une cérémonie organisée le 28 octobre 2017, la nouvelle Saumeto a été installée dans la galerie des ex-voto de la chapelle du Beausset-Vieux.